# Narbacular Drop
Narbacular Drop è un videogioco rompicapo per PC sviluppato da un team di studenti del DigiPen Institute of Technology come progetto universitario. Il gameplay consiste nell'esplorazione di un dungeon usando un innovativo sistema di portali. Il giocatore controlla due portali interconnessi che possono essere posizionati su ogni superficie non metallica (muri, pavimento o soffitto). I creatori hanno poi sviluppato il celebre Portal usando molti degli stessi concetti.
Il termine Narbacular, che non esiste in nessuna lingua, è stato scelto per far sì che il gioco comparisse tra i primi risultati dei motori di ricerca.

## Trama
Il gioco segue le vicende di una principessa "No-Knees" ("senza ginocchia"), chiamata così perché incapace di saltare. Dopo essere stata catturata da un demone e imprigionata, la principessa scopre che il dungeon in cui si trova è in realtà una creatura vivente di nome Wally, con la capacità di creare portali. La principessa decide quindi di sfruttare questa capacità per fuggire e sconfiggere il demone.

## Modalità di gioco
Sebbene Narbacular Drop presenti un'ambientazione 3D simile agli sparatutto in prima persona come Quake, la particolare natura dei portali e l'impossibilità della protagonista di saltare rendono l'esplorazione e la soluzione dei puzzle molto originale. Il giocatore può aprire due portali contemporaneamente, ognuno dalle sembianze di una faccia, con occhi blu o arancioni per distinguerli l'uno dall'altro, e la bocca aperta per passarci attraverso. Posizionati tramite il mouse, i portali non si possono aprire su superfici metalliche o sulla lava. Altri elementi importanti del gioco sono interruttori, casse e macigni rotolanti che possono schiacciare il protagonista. La partita non può essere salvata.
Trattandosi di un progetto universitario il gioco contiene solo sei livelli da risolvere, tuttavia sono state create altre mappe da dei fan del gioco.

## Premi e riconoscimenti
- Vincitore dell'IGF Student Showcase (2006)
- Finalista alla Slamdance Guerrilla Gamemaker Competition (2006)
- Nomination ai GameShadow Innovation In Games Festival & Awards (2006)
- Game Informer The Top 10 Games You've Never Heard Of
- Edge Internet Game of The Month (marzo 2006)
- Menzione d'onore ai Gamasutra Quantum Leap Awards: Most Important Games (2006)

## Portal
Valve Corporation, casa produttrice della serie di Half-Life, scoprì Narbacular Drop dopo la sua uscita e assunse tutto il team di sviluppo, che sviluppò Portal, il successore spirituale di Narbacular Drop, usando la stessa idea di base. In Portal il giocatore è nei panni di una cavia che deve testare un'arma usata per aprire portali, chiamata "Aperture Science Handheld Portal Device", e andando avanti nel gioco scopre che il complesso è misteriosamente abbandonato. L'antagonista è un'intelligenza artificiale chiamata GLaDOS, simile al demone di Narbacular Drop, e i portali creati sono blu e arancione, come gli occhi delle facce di Narbacular Drop.
Il 19 aprile 2011 è uscito un sequel, Portal 2. Un achievement di Portal 2 è chiamato "Narbacular Drop".